# ファティ・テリム
ファティ・テリム（Fatih Terim, 1953年9月4日 - ）は、トルコ出身の元同国代表サッカー選手、サッカー指導者。主に、母国の強豪クラブ「ガラタサライSK」の選手および監督を歴任。また、トルコ代表監督を3度も務めた。

## 人物
トルコ代表監督として1996年のEURO1996出場。ガラタサライの監督として2000年にUEFAカップを制覇するなどトルコサッカーの地位を向上させた人物の一人である。また攻撃的なサッカーの信奉者として知られ、フィオレンティーナの監督時代はルイ・コスタをトップ下に配した4-3-1-2システムで旋風を起こした。

## 略歴
- 1974年 トルコ代表初選出。現役時代はセンターバックとして主将も務める。
- 1985年 現役を引退。指導者の道へ進む。
- 1990年 トルコU-21代表監督就任。
- 1993年 トルコ代表監督に昇格。
- 1995年 EURO1996予選を突破。本大会初出場に導く[3]。
- 1996年 EURO1996、1次リーグ敗退。大会終了後にガラタサライの監督に就任、以後トルコリーグ4連覇。
- 2000年 UEFAカップ決勝でアーセナルを下し初優勝。この成功で数多くのオファーが舞い込むが、イタリアのフィオレンティーナと契約。
- 2001年 コッパ・イタリア準優勝に導くが、会長のヴィットリオ・チェッキ・ゴーリと対立し辞任。翌シーズンにACミランの監督に就任するがUEFAカップ3回戦敗退の責任を取りわずか5ヶ月で辞任。
- 2005年 トルコ代表監督に復帰。EURO2008ではトルコをベスト4に導く快挙を成し遂げた。
- 2009年 2010 FIFAワールドカップ予選敗退の責任をとり代表監督を辞任。
- 2011年 ガラタサライの監督に復帰。
- 2013年 ガラタサライとの兼任でトルコ代表監督に3度目の就任[4]。9月24日、ガラタサライの監督を解任された[5]。
- 2017年 トルコ代表監督を辞任[6]。同年末、ガラタサライの監督解任に伴う後任として、3度目の復帰[7]。
- 2022年 ガラタサライの監督を退任
- 2023年12月26日、1年半契約でパナシナイコスFC監督に就任[8]。
- 2024年5月17日、双方合意の下に契約解除し、パナシナイコス監督を退任[9]。
- 2024年12月27日、サウジアラビアのアル・シャバブ・リヤド監督に就任。ガゼッタ・デロ・スポルトによれば契約期間は6ヶ月で1年延長オプションが付帯する[10]。
- 2025年7月7日、アル・シャバブ監督を退任することが発表された[11]。

## 選手経歴
- 1969-1974  アダナ・デミルスポル
- 1974-1985  ガラタサライ

## 監督経歴
- 1987-1989  MKEアンカラギュジュ
- 1989-1990  ギョズテペSK
- 1990-1993  トルコU-21代表
- 1993-1996  トルコ代表
- 1996-2000  ガラタサライ
- 2000-2001  フィオレンティーナ
- 2001  ACミラン
- 2002-2004  ガラタサライ
- 2005-2009  トルコ代表
- 2011-2013  ガラタサライ
- 2013-2017  トルコ代表
- 2017-2022  ガラタサライ
- 2023-2024  パナシナイコス
- 2024-2025  アル・シャバブ・リヤド

## 獲得タイトル

### 監督時代
ガラタサライ
- UEFAカップ：1回 (1999-2000)
- トルコ・シュペルリガ : 8回 (1996-97, 1997-98, 1998-99, 1999-2000, 2011-12, 2012-13, 2017-18, 2018-19)
- トルコ・カップ：3回 (1998-99, 1999-2000, 2018-19)
- トルコ・スーパーカップ：5回 (1996, 1997, 2012, 2013, 2019)